# مرسدس-بنز کلاس-سی‌ال (سی۲۱۵)
مرسدس-بنز کلاس-سی‌ال (انگلیسی: Mercedes-Benz CL-Class) خودرویی بود که در سال‌های June 1998–February 2006 توسط شرکت مرسدس-بنز تولید می‌شد.